# Úterý
Úterý är en stad i Tjeckien.   Den ligger i regionen Plzeň, i den västra delen av landet, 100 km väster om huvudstaden Prag. Úterý ligger 488 meter över havet och antalet invånare är 408.
Terrängen runt Úterý är huvudsakligen platt, men norrut är den kuperad. Úterý ligger nere i en dal. Runt Úterý är det glesbefolkat, med 16 invånare per kvadratkilometer. Närmaste större samhälle är Klášter, 9,6 km väster om Úterý. I omgivningarna runt Úterý växer i huvudsak blandskog.